# Erna Raabeová
Erna Raabeová, nepřechýleně Erna Raabe, celým jménem Erna Raabe von Holzhausen, rozená Erna Freiin von Holzhausen (8. srpna 1882 Opava – † 1938 Greifswald), byla malířka a grafička.

## Život
Erna Raabeová studovala od roku 1900 do roku 1902 na Städel Kunsthochschule Frankfurt/Main s Wilhelmem Trübnerem. Od roku 1902 se mezi ní a malířkou Käthe Loewenthalovou na cestě do Itálie vyvinul přátelský vztah. V roce 1903 se Erna Raabeová přestěhovala z Frankfurtu do Stuttgartu a studovala s Heinrichem Altherrem na Staatliche Akademie der Bildenden Künste Stuttgart. Když Erna Raabeová ve 30. letech 20. století vážně onemocněla, Käthe Loewenthalová pečovala o Ernu Raabeovou až do jejího úmrtí a ukryla její obrázky. Käthe Loewenthalová, která byla židovského původu, kvůli Emě Rabeové neuprchla před nacisty, a byla později zavražděna v nacistickém koncentračním táboře.

## Účast na výstavách (výběr)
- 1922, 1930: Sólové výstavy v Kunsthaus Schaller, Stuttgart.
- 1923, 1926, 1927, 1928, 1929, 1931, 1932, 1947: Stuttgarter Sezession.